# Narella bellissima
Narella bellissima är en korallart som först beskrevs av Kükenthal 1915.  Narella bellissima ingår i släktet Narella och familjen Primnoidae. Inga underarter finns listade i Catalogue of Life.